# San Pedro Norte
San Pedro Norte é um município da província de Córdova, na Argentina.